# Campeonato Africano das Nações de 1982
O Campeonato Africano das Nações de 1982 foi a 13ª edição do Campeonato Africano das Nações.
Ocorreu entre 5 e 19 de Março de 1982, na Líbia. O Gana venceu a Líbia na final.

## Primeira fase

### Grupo A
| Equipa   | Pts | J | V | E | D | GM | GS |    |
| -------- | --- | - | - | - | - | -- | -- | -- |
| Líbia    | 4   | 3 | 1 | 2 | 0 | 4  | 2  | +2 |
| Gana     | 4   | 3 | 1 | 2 | 0 | 3  | 2  | +1 |
| Camarões | 3   | 3 | 0 | 3 | 0 | 1  | 1  | 0  |
| Tunísia  | 1   | 3 | 0 | 1 | 2 | 1  | 4  | -3 |

| Equipa 1 | Resultado | Equipa 2 |
| -------- | --------- | -------- |
| Líbia    | 2 - 2     | Gana     |
| Tunísia  | 1 - 1     | Camarões |
| Gana     | 0 - 0     | Camarões |
| Líbia    | 2 - 0     | Tunísia  |
| Gana     | 1 - 0     | Tunísia  |
| Líbia    | 0 - 0     | Camarões |

### Grupo B
| Equipa  | Pts | J | V | E | D | GM | GS |    |
| ------- | --- | - | - | - | - | -- | -- | -- |
| Argélia | 5   | 3 | 2 | 1 | 0 | 3  | 1  | +2 |
| Zâmbia  | 4   | 3 | 2 | 0 | 1 | 4  | 1  | +3 |
| Nigéria | 2   | 3 | 1 | 0 | 2 | 4  | 5  | -1 |
| Etiópia | 1   | 3 | 0 | 1 | 2 | 0  | 4  | -4 |

| Equipa 1 | Resultado | Equipa 2 |
| -------- | --------- | -------- |
| Nigéria  | 3 - 0     | Etiópia  |
| Argélia  | 1 - 0     | Zâmbia   |
| Etiópia  | 0 - 1     | Zâmbia   |
| Nigéria  | 1 - 2     | Argélia  |
| Etiópia  | 0 - 0     | Argélia  |
| Nigéria  | 0 - 3     | Zâmbia   |

## Finais
|  | Semifinais | Semifinais |       |        | Final          | Final |  |
|  |            |            |       |        |                |       |  |
|  |            |            |       |        |                |       |  |
|  | Líbia      | 1          |       |        |                |       |  |
|  | Zâmbia     | 1          |       |        |                |       |  |
|  |            |            |       |        |                |       |  |
|  |            |            |       |        |                |       |  |
|  |            |            |       |        | Líbia          | 1 (6) |  |
|  |            | Gana       | 1 (7) |        |                |       |  |
|  |            |            |       |        |                |       |  |
|  |            |            |       |        |                |       |  |
|  |            |            |       |        | Terceiro lugar |       |  |
|  |            |            |       |        |                |       |  |
|  | Argélia    | 2          |       | Zâmbia | 2              |       |  |
|  | Gana       | 3          |       |        | Argélia        | 0     |  |

## Campeão
| Campeonato Africano das Nações de 1982 |
| -------------------------------------- |
| GANA Campeão (4º título)               |